# 頼小民
頼 小民（らい しょうみん、ライ・シャオミン、1962年7月21日 - 2021年1月29日）は、中華人民共和国の実業家。元中国華融資産管理股份有限公司（中国華融資産管理株式会社）董事長（会長）、党委書記。

## 経歴
1962年7月21日、江西省贛州専区瑞金県象湖鎮綿塘村で生まれる。1979年に江西財経大学国民経済計画学科に入学した。1983年に卒業。
1987年7月、中国人民銀行計画資金司中央資金処副処長に就任。1994年2月、処長に昇格。 同年10月、中国人民銀行計画資金司銀行二処処長に転出。1997年5月、中国人民銀行信貸管理司副司長に転任。翌年8月、中国人民銀行銀行監管二司副司長に任命。2003年4月からは同銀行の監督管理委員会銀行監管二部副局級幹部、北京監管局籌備組組長、局長、党委書記、（銀監会）弁公庁主任などを務める。
2009年1月、国営不良債権処理・金融サービス企業、中国華融資産管理公司（中国華融資産管理株式会社）の党委副書記、総裁に転出。2012年9月、中国華融資産管理股份有限公司董事長（会長）、党委書記に昇格。

### 失脚
2018年4月17日、中国共産党中央紀律検査委員会は頼小民に対して、「重大な規律違反の疑いがある」として、取り調べを始めたと発表した。10月15日、中国共産党中央規律検査委員会の会議で、頼小民の党籍を剥奪し、身柄を司法機関に移すという決定が下された。11月7日に逮捕された。8月11日、天津市第二中級人民法院で初公判が開かれた。
2021年1月5日、収賄などの罪に問われ一審判決で死刑と同時に政治的権利の終身剥奪に個人財産没収が言い渡された。1月29日午前、天津市第二中級人民法院は法定の手続きに従って頼小民に死刑を執行した。

## 家族
- 妻：張麗娜